# State university system
Ein state university system ist ein von einem Bundesstaat der Vereinigten Staaten getragener Verbund staatlicher Universitäten. Jeder US-Bundesstaat verfügt über mindestens ein solches System. Ein state university system hat eine eigene Rechtspersönlichkeit mit zentraler Verwaltung. Einige state university systems haben mehr als einen Campus, von denen jeder nach außen jeweils als eigenständige Universität auftritt.
Die state university systems bilden neben den öffentlichen Colleges die staatliche Hochschullandschaft in den USA. Sie werden in großen Teilen von den jeweiligen Bundesstaaten getragen. Die Höhe der finanziellen Unterstützung ist von Bundesstaat zu Bundesstaat verschieden. Ziel der staatlichen Unterstützung ist es, die Studiengebühren niedrig zu halten, um weiten Teilen der Bevölkerung ein Studium an einer Universität zu ermöglichen. Da sich in den letzten Jahren immer mehr Amerikaner für ein Studium entscheiden, steigen die Studiengebühren jedoch stark an.